# Schattenkinder (Film)
Schattenkinder ist ein deutscher, vom WDR produzierter Fernsehfilm, der beim Filmfest München 2007 uraufgeführt und am 23. Januar 2008 im Ersten erstausgestrahlt wurde.

## Handlung
Zu Beginn des Filmes stirbt die kleine Agnes während einer Theateraufführung. Sie war lange krank gewesen, aber trotz Krankenhausaufenthalten konnten die Ärzte die Ursache nicht finden. Kurze Zeit später beginnt Therese, die Schwester von Agnes, die gleichen Symptome zu zeigen. Wieder sucht die alleinerziehende Mutter Sandra Ärzte auf, liest Medizinbücher und experimentiert mit Medikamentendosierungen. Christiane, die Schwester von Sandra, wird misstrauisch. Schon als die beiden klein waren, hatte sich Sandra um die kranke Mutter gekümmert. Letztendlich stellt sich heraus, dass Sandra am Münchhausen-Stellvertretersyndrom (im Film „Münchhausen by proxy“ genannt) leidet. Christiane holt ihre Nichte von ihrer Mutter weg.

## Kritik
- Rainer Tittelbach lobt sowohl Drehbuch, Kameramann Ngo The Chau als auch die Schauspieler.[1]
- Dieter Wunderlich beschreibt die Handlung als „sensibel und ohne Effekthascherei“. Beata Lehmann stelle „die psychisch kranke Mutter überzeugend dar“. Der Kameramann Ngo The Chau sorge „mit unterkühlten Bildern für eine nüchterne Atmosphäre“.[2]